# Eddie Jobson
Edwin Jobson, detto Eddie, (Billingham, 28 aprile 1955), è un tastierista e violinista britannico.
È stato membro di diverse band progressive rock, tra cui Curved Air, Roxy Music, U.K., Jethro Tull. Talento precoce, il suo virtuosismo gli fa guadagnare ancora minorenne un posto nei Curved Air.
Nel 1973 inizia la collaborazione con i Roxy Music con i quali realizza tre dischi in studio e uno dal vivo, sostituendo Brian Eno dopo la sua dipartita. Si unisce a Frank Zappa e poi agli UK prima di entrare nei Jethro Tull per l'album A, e il successivo tour mondiale.
Negli anni 80 e 90 si dedica alla carriera solista e alla composizione di colonne sonore. Alla fine degli anni 90 si parla di una riunione degli UK con John Wetton e con Bill Bruford, Tony Levin e Steve Hackett come ospiti, ma le registrazioni non portano alla pubblicazione di un album.
Nel 2019 viene inserito nella Rock and Roll Hall of Fame come membro dei Roxy Music

## Discografia

### Discografia solista
- 1983 – The Green Album
- 1985 – Theme of Secrets

### Con i Roxy Music
- 1973 – Stranded
- 1975 – Country Life
- 1976 – Siren
- 1976 – Viva!

### Con Frank Zappa
- 1978 – Zappa in New York

### Con gli U.K.
- 1978 – U.K.
- 1979 – Danger Money
- 1979 – Night After Night
- 1999 – Concert Classics, Vol. 4

## Apparizioni negli album

### Con i Jethro Tull
- 1980 – A

### Con i Curved Air
- 1973 – Air Cut